# 趙雲鵬 (1903年)
趙雲鵬（1903年—1968年），即趙化民，又名榮鵬，字化民。國民黨高級將領，陆军中将。黃埔軍校第一期畢業。

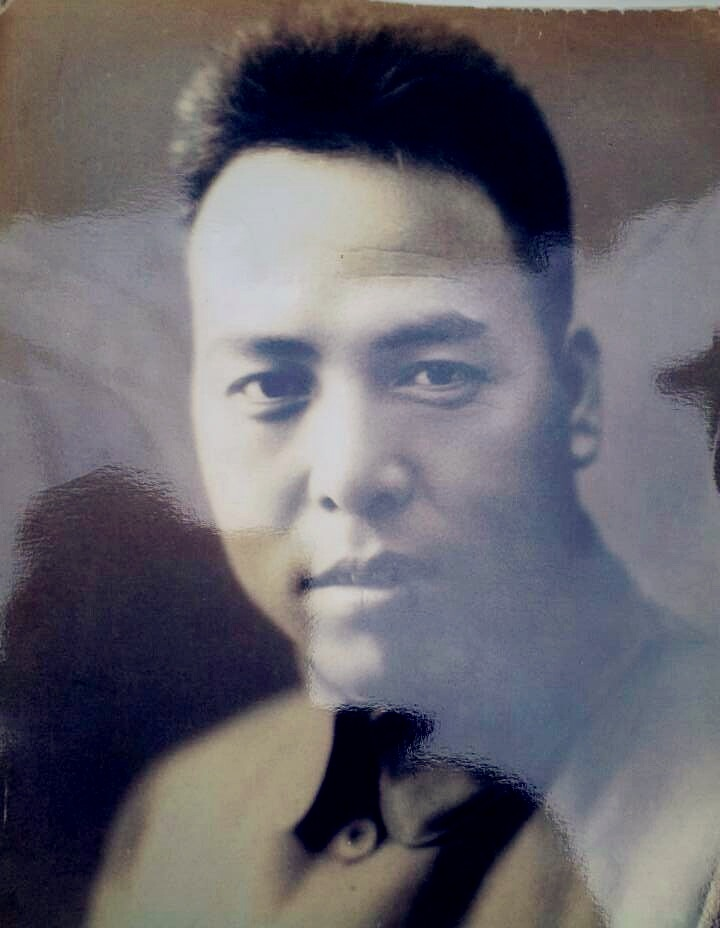
赵云鹏将军脱帽照

## 出身
1903年出生於陝西臨潼新豐鎮梁趙村。祖輩務農，家境貧寒。 早年就讀於臨潼新豐鎮三育學校、西安中華聖公會中學，信奉基督教。 畢業後任職於西安臨潼縣通俗教育演講所教員，縣立國民學校教員。

## 從戎
1924年，趙雲鵬和張耀明、劉慕德看到華清池門口張貼的黃埔招生布告。三人結伴，連夜出走，步行出潼關，由潼關乘車去上海，在上海法租界，找到時任上海大學校長的于右任，經于右任介紹，与張耀明、關麟征、劉慕德、杜聿明等十三個青年手持于右任介紹信，一行從上海乘船，經香港到廣州，報考黃埔陸軍軍官學校。趙雲鵬在黃埔軍校學生調查表上“何以入本校”一欄，填寫的報考原因中寫道：「造就軍事學之知識，為將來內除國賊外伸主權。」國民三十年五月，在由于右任介紹入黨。同年入黃埔軍校第一期第四隊學習，參加第一次東征作戰及統一廣東諸戰役。
1925年，回陝，任楊虎城創辦之三民軍官學校區隊長。
1926年，參加西安守城戰役。任國民軍駐陝混成旅參謀。
1927年，參加北伐戰爭，任馮玉祥部獨立第七十師迫擊炮營營長，並參加平漢各戰役，與奉系軍閥作戰。
1928年，在道口戰役中腿部負重傷。據《中華國民檔案資料匯編》中馮玉祥關於進攻魯西至克覆平津的紀實報告中說：「1928年4月，張維璽軍自潼關到道口戰至5月1日夜，敵軍全線潰退。敵軍連日猛攻，我軍所守房屋、村堡均為炮火擊平，兵亦無可再增，唯有以大犧牲之精神堅毅而已最後耳。戰至28日，其氣勢已衰，我軍全線反攻。」趙雲鵬支持戰局轉危為安，受上峯嘉獎。隨北伐軍進入北京。
1929年，任陸軍第二十八師參謀處長。（在陝與、任文遠等合影。）
1930年，任西北第十七路軍總部上校參謀，騎兵大隊大隊長等職。
1933年，任臨潼縣保安團團長。
1935年，任華陰縣保安團團長。
1937年，任西安警備司令部副長官、副司令。
1938年，抗日戰爭爆發後，任石泉團管區上校司令。
1940年，任漢中師管區少將副司令，率領軍民積極備戰，抗擊日寇。
1946年，入南京中央高級訓練團黨政班受訓一年。
1947年，任蘭州師管區少將副司令。
1948年，任陝西省軍管區司令部少將參謀長。
1948年，9月晉升陸軍中將。
1949年秋，於成都大巴山設防掩護撤退。
1949年12月10日，蔣介石和蔣經國從成都飛往台灣。
1949年12月底，趙雲鵬在成都與新八軍軍長楊顯同被共軍包圍，夜晚突破包圍。
1949年12月30日，共黨占领成都并宣告成都解放。
1950年元月，趙雲鵬經成都、寶雞回西安。

## 晚年
1950-1953年，未知。1953年10月回原籍農村孝敬侍奉老母，參加農村勞動，種菜、養蜂、種植樹木。閑暇時研習書法、詩詞、文史資料。
1968年夏，在菜地澆水時，突然發現兩名兒童觸摸裸露的電線而被擊倒，他不顧年老體弱，急速撲上前去，將兩名兒童救下，自己卻不幸遇難，終年66歲。